# Monorotaia Shōnan
La Monorotaia Shonan (湘南モノレール?, Shonan Monorēru) è una monorotaia giapponese che collega Kamakura a Fujisawa ed è gestita dalla Monorotaia Shonan s.p.a. (湘南モノレール株式会社?, Shōnan Monorēru Kabushiki-gaisha). Ha una lunghezza di 6,6 km e i treni la percorrono ogni 6-8 minuti con un tempo di percorrenza di circa 14 minuti. A differenza delle normali monorotaie, la Monorotaia Shonan è una ferrovia sospesa.

## Storia

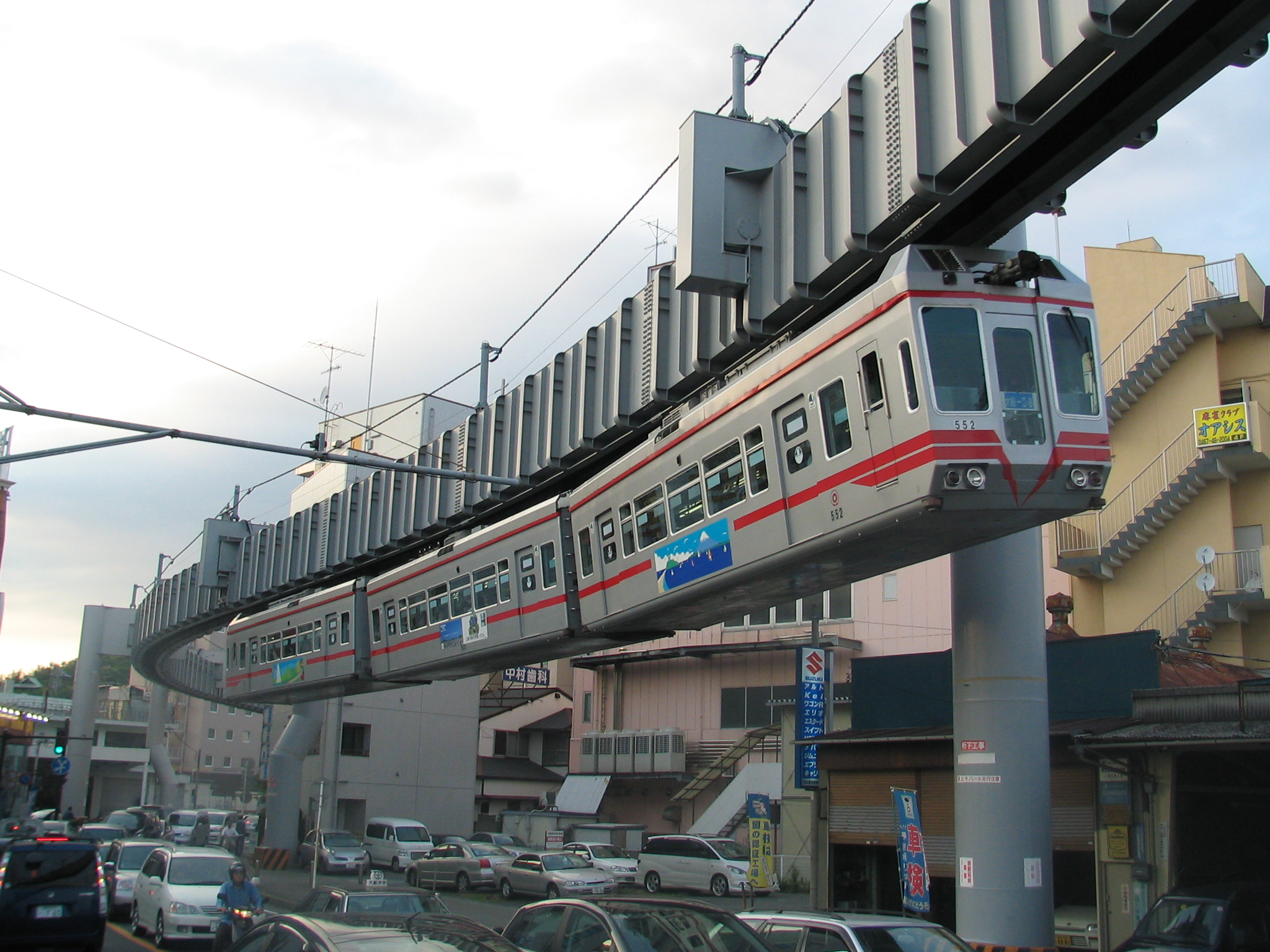
Un convoglio ritratto in piena linea

La Monorotaia Shōnan fu costruita dalla Mitsubishi Heavy Industries e dalla SAFEGE. La linea aprì il 7 marzo 1970 tra Ōfuna e Nishi-Kamakura, e fu la prima monorotaia sospesa in Giappone. Il resto della linea aprì i battenti il 2 luglio 1971.

## Percorso
| Stazione         | Giapponese | Distanza | Intercambio | Luogo    | Luogo                  |
| ---------------- | ---------- | -------- | --- | -------- | ---------------------- |
| Ōfuna            | 大船       | 0.0      | JR East:Linea Principale Tōkaidō, Linea Yokosuka, Linea Shōnan-Shinjuku, Linea Negishi                                                                        | Kamakura | Prefettura di Kanagawa |
| Fujimichō        | 藤見町     | 0.9      | | Kamakura | Prefettura di Kanagawa |
| Shōnan-Machiya   | 湘南町屋   | 2.0      | | Kamakura | Prefettura di Kanagawa |
| Shōnan-Fukusawa  | 湘南服沢   | 2.6      | | Kamakura | Prefettura di Kanagawa |
| Nishi-Kamakura   | 西鎌倉     | 4.7      | | Kamakura | Prefettura di Kanagawa |
| Kataseyama       | 片瀬山     | 5.5      | | Kamakura | Prefettura di Kanagawa |
| Mejiro-Yamashita | 目白山下   | 6.2      | | Fujisawa | Prefettura di Kanagawa |
| Shōnan-Enoshima  | 湘南江の島 | 6.6      | Enoshima Electric Railway:Linea Enoshima Electric Railway (Stazione di Enoshima) Odakyu Electric Railway: Linea Odakyū Enoshima (Stazione di Katase-Enoshima) | Fujisawa | Prefettura di Kanagawa |